# Kanaal13
 Kanaal13 TV was in de periode 2001 tot en met 2005 de regionale zender voor de Regio Midden-Brabant. Tot juli 2004 werd onder de naam TexTV voornamelijk kabelkrant uitgezonden, met zo nu en dan televisieprogramma's rond thema's als de Tilburgse Kermis en Carnaval. In juli 2004 werd besloten een naamswijziging door te voeren en meer tv-programma's uit te gaan zenden. De nieuwe naam werd Kanaal13 TV.
De eerste uitzendingen onder deze nieuwe naam waren tien dagelijkse afleveringen van Hooggaatie over de Tilburgse Kermis. Later volgden al snel meer thema-programma's zoals rond de 80 van de Langstraat in de regio Waalwijk, de intocht van Sinterklaas in Tilburg en Valentijnsdag. Ook werd het lifestyle-programma Tips en Trends uitgezonden.
Kanaal13 TV zond uit op kanaal 26+ via het kabelnet van Essent Kabelcom. De uitzendingen waren te zien in Tilburg, Goirle, Oisterwijk, Loon op Zand en Waalwijk.
Voorgangers op hetzelfde kanaal waren de TV Krant (editie Tilburg en editie Waalwijk) en MarkIt TV / MarkIt Media.
TV Krant was van uitgeverij VNU, die besloot de kabelkranten te verkopen aan een andere grote uitgever, die gespecialiseerd was in kabelkranten; MarkIt Media. Dit bedrijf besloot echter alle lokale banden, die de kabelkranten van VNU hadden, terug te trekken en vanuit een centrale locatie in Den Helder de kabelkrant-edities te verzorgen. Dit had tot gevolg dat de lokale nieuwsvoorziening achteruit ging.
Het bedrijf ging failliet toen het rekeningen voor telefoonlijnen naar de uitzendcomputers niet had betaald. KPN Telecom heeft deze lijnen vervolgens afgesloten, waardoor de uitzendingen niet meer geactualiseerd konden worden. Dit leidde tot grote ontevredenheid bij adverteerders en kijkers.
Checkonemedia schreef zich in bij Essent als belangstellende voor het vrijgekomen televisiekanaal. Essent koos uiteindelijk uit vijf inzendingen voor het initiatief van het Tilburgse bedrijf Checkonemedia, dat op dat moment al enkele jaren ervaring had met het maken van kabelkrant en vormgeving voor dit medium.
Eind 2005 is Checkonemedia gestopt met de exploitatie van Kanaal13 TV, waarna Teveder10 op hetzelfde kanaal in de plaats kwam. De website van Kanaal13 is sindsdien omgezet naar een nieuwsportal voor de regio Tilburg.